# Луфаду
Луфаду (фр. Loufadou) — деревня в Чаде, расположенная на территории региона Канем.

## Географическое положение
Деревня находится в западной части Чада, на границе Сахеля и Сахары, к юго-западу от города Мао, на высоте 346 метров над уровнем моря.
Населённый пункт расположен на расстоянии приблизительно 206 километров к северу от столицы страны Нджамены.

## Климат
Климат деревни характеризуется как аридный жаркий (BWh в классификации климатов Кёппена). Среднегодовая температура воздуха составляет 28,5 °C. Средняя температура самого холодного месяца (января) составляет 22,3 °С, самого жаркого месяца (мая) — 33 °С. Расчётная многолетняя норма осадков — 269 мм. В течение года количество осадков распределено неравномерно, основная их масса выпадает в период с мая по октябрь. Наибольшее количество осадков выпадает в августе (131 мм).

## Транспорт
Ближайший аэропорт расположен в Мао.